# استبان توئرو
استبان توئرو (اسپانیایی: Esteban Tuero‎؛ زادهٔ ۲۲ آوریل ۱۹۷۸ در بوئنوس آیرس) رانندهٔ مسابقات اتومبیل‌رانی اهل آرژانتین است که در فصل ۱۹۹۸ در مجموع در شانزده گراند پری از مسابقات جهانی فرمول یک شرکت کرد، اما موفق به کسب هیچ امتیازی نشد.